# 318412 Tramelan
318412 Tramelan è un asteroide della fascia principale. Scoperto nel 2005, presenta un'orbita caratterizzata da un semiasse maggiore pari a 2,6360900 UA e da un'eccentricità di 0,0819666, inclinata di 15,58121° rispetto all'eclittica.